# Barrio de Maravillas (novela)
Barrio de Maravillas es una novela de la escritora española Rosa Chacel, publicada en 1976. Se trata de la primera de las novelas de la trilogía Escuela de Platón a la que seguirían Acrópolis y Ciencias naturales.

## Argumento
Ambientada en el Barrio de Maravillas de Madrid, la novela —sucesión de recuerdos de la propia autora— recrea en tono costumbrista la vida de la ciudad a principios del siglo XX a través de los ojos de dos niñas, Elena e Isabel, que habitan en un inmueble situado entre las calles de San Andrés y San Vicente Ferrer. Se narra al espectador el devenir de la ciudad a través de esos primeros años hasta el estallido de la I Guerra Mundial.